# Philippe Buc

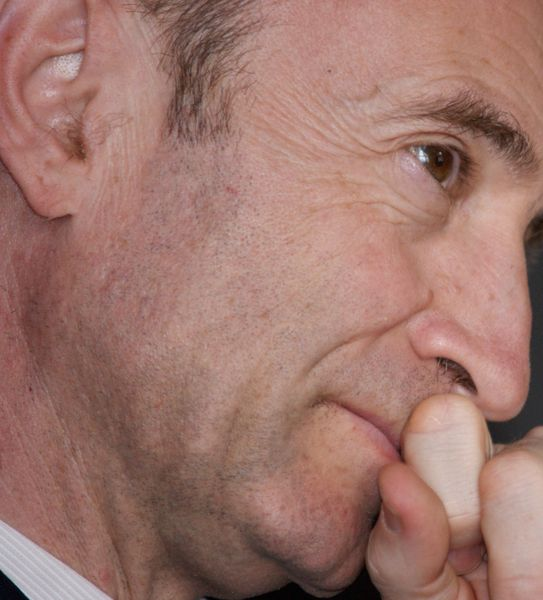
Philippe Buc, aufgenommen von Werner Maleczek

Philippe Buc (* 1961 in Paris) ist ein französisch-amerikanischer Historiker. Nach Lehrstühlen an der Stanford University und der Universität Wien lehrt er seit 2021 als Professor für mittelalterliche Geschichte an der Universität Leiden.

## Leben und Wirken
Philippe Buc besuchte bis 1977 das Gymnasium École Active Bilingue in Paris und legte das mathematisch-naturwissenschaftliche Abitur ab. Von 1978 bis Juni 1981 absolvierte er ein Grundständiges Studium am Swarthmore College und schloss dies mit dem Bachelor of Arts in History ab. Von 1981 bis 1983 studierte er mittelalterliche Geschichte an der Université de Paris I Sorbonne. Von 1983 bis 1984 absolvierte er den Militärdienst als Assistent in Geschichte und Geografie an der Französischen Marineakademie. Von 1984 bis 1989 studierte Buc Geschichte an der École des Hautes Études en Sciences Sociales. Von 1985 bis Juni 1987 absolvierte er ein Graduiertenkolleg in Mittelalterlicher Geschichte an der University of California. In Berkeley studierte er unter anderem bei Gerard E. Caspary. Dem Andenken von Caspary widmete er sein Buch Holy War, Martyrerdom and Terror (2015). 1988 machte er den Master in History. Buc wurde in Geschichte promoviert mit der Dissertation Potestas: prince, pouvoir, et peuple dans les commentaires de la Bible (Paris et France du Nord, 1100–1330). Buc lehrte als Assistant Professor in Medieval History (1990 bis 1997), als Associate Professor in Medieval History (1997 bis 2003) und als Professor in Medieval History (2003 bis 2011) an der Stanford University. Im Jahr 2004 war er Gastprofessor an der Universität Heidelberg. Seit September 2011 lehrt er als Professor für Geschichte des Hoch- und Spätmittelalters an der Universität Wien. Seit August 2021 lehrt er als Professor für mittelalterliche Geschichte an der Universität Leiden. Buc ist französischer und seit 2011 amerikanischer Staatsbürger.
Seine Forschungsschwerpunkte sind Religion und Politik zwischen Spätantike und Mittelalter, die religiöse Gewalt (Terror, Heiliger Krieg und Martyrium) im europäischen Mittelalter, die Bibelexegese und Politik, die mittelalterliche Historiographie und Geschichtsschreibung sowie Revolutionen (beispielsweise die Pataria, und die Hussiten). Er legte 2001 die Darstellung The Dangers of Ritual vor. Darin sprach er sich gegen die Übernahme sozialwissenschaftlicher und anthropologischer Theorien des 20. Jahrhunderts auf frühmittelalterliche Quellenschilderungen von Krönungen, Begräbnissen oder adventus aus. Stattdessen sollte die Quelle und die Intentionen des Autors im Vordergrund der Interpretation stehen. Die Forschungen für sein Buch Heiliger Krieg. Gewalt im Namen des Christentums begannen 2001/02 und endeten 2009. Im Zentrum der Untersuchung steht die Frage, „inwiefern das Christentum  [...] der Gewalt seinen Stempel aufgedrückt hat“. Der Untersuchungszeitraum umfasst „zwei Jahrtausende christlicher und postchristlicher Gewalt in der westlichen Welt“. Dabei weist Buc nach, dass bis heute als Erklärung von Gewalt und Kriegen bestimmte christliche Denkformen beitragen. Die 2015 veröffentlichte Darstellung Holy War, Martyrdom and Terror wurde ins Deutsche (2015), Französische (2017) und Arabische (2020) übersetzt.

## Schriften
- The dangers of ritual. Between early medieval texts and social scientific theory. Princeton University Press, Princeton 2001, ISBN 0-691-01604-6.
- L’ambiguïté du livre. Prince, pouvoir, et peuple dans les commentaires de la Bible au Moyen Age (= Théologie historique. Band 95). Beauchesne, Paris 1994, ISBN 2-7010-1298-8.
- Holy War, Martyrdom and Terror: Christianity, Violence and the West. University of Pennsylvania Press, Philadelphia 2015, ISBN 978-0-8122-4685-8.
  - deutsch von Michael Haupt: Heiliger Krieg. Gewalt im Namen des Christentums. von Zabern, Darmstadt 2015, ISBN 978-3-8053-4927-7.